# ムーミントロール
ムーミントロール（スウェーデン語: Mumintrollet、フィンランド語: Muumipeikko）は、トーベ・ヤンソンによる一連の著作に登場する妖精に似た生き物。

## 概説
もともとは、英国の新聞イブニング・ニュース紙に掲載されたヤンソンの漫画の主人公だが、これとは独立したスウェーデン語により童話が書かれるようになった。『楽しいムーミン一家』『ムーミン谷の仲間たち』ほか、多くの作品に登場する。家族構成は、父・ムーミンパパと母・ムーミンママ。フィンランドのどこかにある「Muumin Dalen」（ムーミン谷）と呼ばれる場所で、ひっそりと暮らしている。見た目は、立ち上がったカバのようである（本人たちはそれを気にしており、「楽しいムーミン一家」ではカバに間違えられて怒るエピソードがあった）。冬になると家にこもって冬眠する。先祖は大きなストーブの裏側に住んでいた。
「ムーミントロール」という名前は、北欧の伝説に現れる妖精トロールからとられている。実際には、「ムーミン」という名前は妖精の種族を表すようだが、童話での「ムーミントロール」は、主人公の名前として使われている。
小説では体の大きさは電話帳くらいのサイズとされるが、コミック版のムーミンでは人間と同じである。

## 歴史
ヤンソンが、ムーミントロールの原型らしきものを最初に描いたのは、政治風刺誌『ガルム』誌上であり、当時は画中の隅のほうにいる小さな目立たないキャラクターにすぎなかった。それ以外にも、ヤンソンは、ムーミンかどうかはわからないものの、トロールのシルエットを描いた作品を残している（「黒いムーミントロール」）。もともと北欧では、トロールは人間にとって気味のわるい生き物であるとされており、ヤンソンは叔父から「夜中に背後から息をふきかけてくるトロール」の話を聞かされたという記述がある。ムーミントロールのイメージは、初期のこのようなおどろおどろしいものから、徐々に現在のような形に変化していったと考えられる。